# Newark (New York)
Newark est un village du comté de Wayne, dans l'État de New York, aux États-Unis,. En 2010, il compte une population de 9 145 habitants.

## Démographie
Lors du recensement de 2010, le village comptait une population de 9 145 habitants, tandis qu'en 2019, elle est estimée à 8 836 habitants.